# Исламская этика
Исла́мская э́тика (араб. أخلاق إسلامية‎, ахла́к ислами́йя) — этические нормы и правила, основанные на Коране, сунне Мухаммеда и прецедентах в исламском праве, формирование которых началось вместе с появлением ислама на Аравийском полуострове в VII веке и окончательно сложились в XI веке.

## Формулировка и этимология
Самой сжатой формулировкой этого понятия является коранический аят:

Прояви снисходительность, вели творить добро и отвернись от невежд.
— аль-А‘раф 7:199 (Кулиев)
Слово «добро» (урф) употреблённое в этом аяте несёт означает «то, что люди признают правильным и не отрицают» (Ибн Манзур), впротивовес «плохому» (мункар — букв. «отрицаемое», то с чем люди не согласны). Абу Абдуллах аль-Куртуби в своём комментарии к Корану приводит хадис, в котором сообщается, что Мухаммед спросил о смысле слова «урф» в этом аяте, на что Джибриль приносит ему ответ от Аллаха: «Всевышний Бог приказывает тебе прощать тем, кто к тебе несправедлив, давать тем, кто отказывает тебе, и воссоединяться с теми, кто тебя отторгает».
Аль-Куртуби в своём комментарии к Сахиху Муслима «аль-Муфхим фи шарх Муслим» пишет:

Нравственные качества — это черты человека, благодаря которым он взаимодействует с другими. Они бывают одобряемыми и порицаемыми. В целом одобряемое — это когда с другим ты — как с собой: отдаешь тому половину, но не берешь себе. А по отдельности это — быть прощающим, кротким, широким, терпеливым, сносить обиды и вред, быть милосердным, сострадательным, удовлетворять нужды другого, быть дружелюбным и гибким. А порицаемое — противоположное этому.

## Основные мотивы

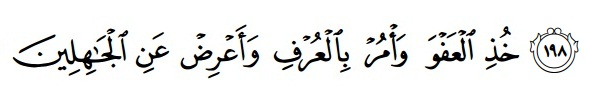
«Прояви снисходительность, вели творить добро и отвернись от невежд» — основные постулаты исламской этики

Максимальным проявлением религиозности и добропорядочности является единобожие-таухид — отличительная черта всего ислама, от которой «отошли» другие авраамические религии, и одно из двух абсолютных доктринальных требований ислама (наряду с свидетельствованием о признании Мухаммеда последним пророком).
Рассматривая отдельные составляющие этики и морали, мусульманские авторы определяют в качестве важнейшего похвального качества стыд, который вдобавок к своему физиологическому значению, несёт ещё и духовный смысл: боязнь сделать поступок, который не подобает верующему.
Также особую важность имеют кротость (хильм) и скромность (тавадду’). И Коран, и сунна призывают отказаться от заносчивочти и обещают божественную награду. Призыв к скромности и кротости отразился на традиции мусульман: в привычке не повышать голос, в покрое традиционной одежды, в отказе от золотой и серебряной посуды, в отказе от вызывающих и броских красок.
Упование (таваккуль) в исламе не является синонимом безволия и перепоручения своих дел Аллаху, но подразумевает под собой «договорные» отношения: например, человек своё половое поведение и язык «поручает Аллаху» тем, что действует согласно исламским канонам, а взамен на это ему дозволяется вход в Рай. Считается, что Аллах уделяет пропитанием истинно уповающих так же, как питает своих птиц.
Также высоко почитаются такие тесно связанные качества, как правдивость (сидк), надёжность (амана) и искренность (ихлас). Они прежде всего означают согласие внутреннего и внешнего: внутренних убеждений и целей и внешних слов и дел.